# Sphecapatoclea excisa
Sphecapatoclea excisa är en tvåvingeart som beskrevs av Villeneuve 1909. Sphecapatoclea excisa ingår i släktet Sphecapatoclea och familjen köttflugor.
Artens utbredningsområde är Egypten. Inga underarter finns listade i Catalogue of Life.